# Got reutilitzable

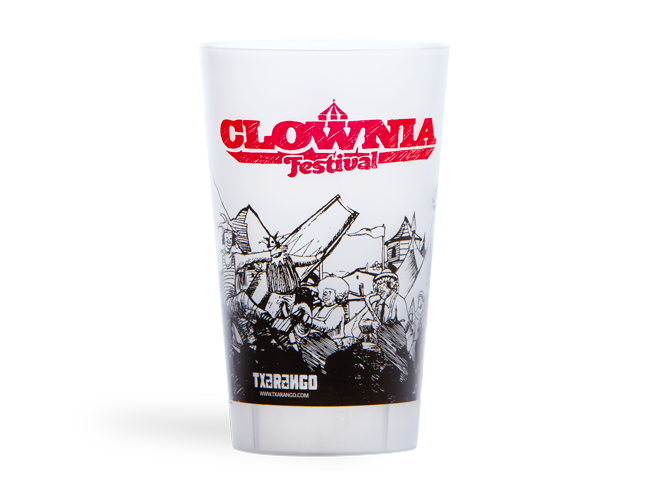
Got retornable

El got reutilitzable o got retornable es presenta com una alternativa als gots d'un sol ús que solen utilitzar-se a grans esdeveniments per a les begudes fredes o per les moltes cafeteries, fleques i bars que venen cafè per emportar-se. N'existeixen dos tipus. Primer hi ha ell got retornable o got de préstec per al qual el consumidor paga una fiança que recupera quan el torna, solució proposada cada vegada més en grans esdeveniments. Segonament hi ha el got reutilitzable d'ús múltiple que el consumidor porta a la seva motxilla o bossa. Aquesta darrera solució es posa de moda al medi urbà. Ambdós contribueixen a reduir els residus.
El malbarat de primeres matèries i d'energia per la producció, la recuperació i el reciclatge de gots d'un sol ús, així com el cost de neteja per la incivilitat de consumidors que buit, el llencen descuradament, han fet del got d'un sol ús un símbol de la societat del malbaratament. Amb les ampolles de plàstica és una causa major la pol·lució per la brutícia omnipresent als carrers, parcs, platges, vies de trens i bermes d'autopistes.
El got retornable es fa de polietilè o polipropilè de qualitat superior al got d'un sol ús. N'hi ha també a base de bambús compostables per a begudes calents. D'un costat eviten que els consumidors llencin els gots buits o —si ho fan— n'hi ha d'altres que les col·lecten per guanyar-se una mica de diners. Tant per la producció com per la recuperació i la reducció de deixalles és molt més positiu per al medi ambient que el got d'un sol ús, encara que s'ha de comptar amb el cost ecològic de la neteja (aigua, detergents). La taxa de retorn observada varia entre un 65% i 75%. A més hi ha gent que els conserven com a record de l'esdeveniment. Permet reduir els residus plàstics salvatges abandonats en la natura així com el CO₂ per una menor despesa d'energia i primeres matèries durant la producció. Per als organitzadors d'esdeveniments redueixen el cost de neteja tot i tenir els llocs més nets i atractius per al públic durant la festa o concert.
El got sostenible portat pel consumidor té múltiples avantatges, tot i que queda la qüestió de la higiene per resoldre. Per consciència ecològica o com operació de rentat d'imatge verd certes cadenes fan accions per estimular els clients a portar les seves pròpies tasses. La ciutat d'Hamburg en seguir l'exemple de Friburg, projecta llançar una tassa retornable estandarditzada amb fiança que seria retornable a qualsevol empresa que participa en el sistema. La ciutat de Friburg ja va introduir-les amb èxit el 2016, i la Deutsche Bahn el 2017 en trens interregionals i estacions de l'S-Bahn de Berlín.